# Mitxúrinsk
Mitxúrinsk (en rus Мичуринск) és una ciutat de l'óblast de Tambov, Rússia. Es troba a 67 km al nord de Tambov i a 367 km al sud de Moscou.

## Història
El 1636 va construir-se a l'emplaçament de la ciutat actual una fortalesa batejada amb el nom de Kozlov a partir del nom d'un dels primers colons. Tenia una funció defensiva contra els tàtars de Crimea. El segle xvii la ciutat va perdre importància militar i esdevingué un centre de construcció de vaixells des de la dècada de 1650.
El segle xviii les fortaleses s'havien estès prou al sud com per acabar amb el paper militar de Kozlov, que va passar a ser un centre de comerç aprofitant les fèrtils terres de la regió, riques per a l'agricultura. El 1779 va rebre finalment l'estatus de ciutat i el ferrocarril va arribar el segle xix, a finals del qual ja hi havia prop de 40.000 habitants a Kozlov.
Va rebatejar-se amb l'actual nom de Mitxúrinsk el 1932 en homenatge a l'agrònom i botànic rus Ivan Mitxurin.

## Demografia
| 1897    | 1926    | 1939   | 1959   | 1970   | 1979    |
| ------- | ------- | ------ | ------ | ------ | ------- |
| 40 300  | 53 300  | 71 500 | 80 600 | 93 600 | 101 200 |
| 1989    | 1996    | 2002   | 2007   | 2009   | 2010    |
| 109 100 | 123 500 | 96 093 | 90 900 | 89 462 | 98 758  |

## Galeria d'imatges

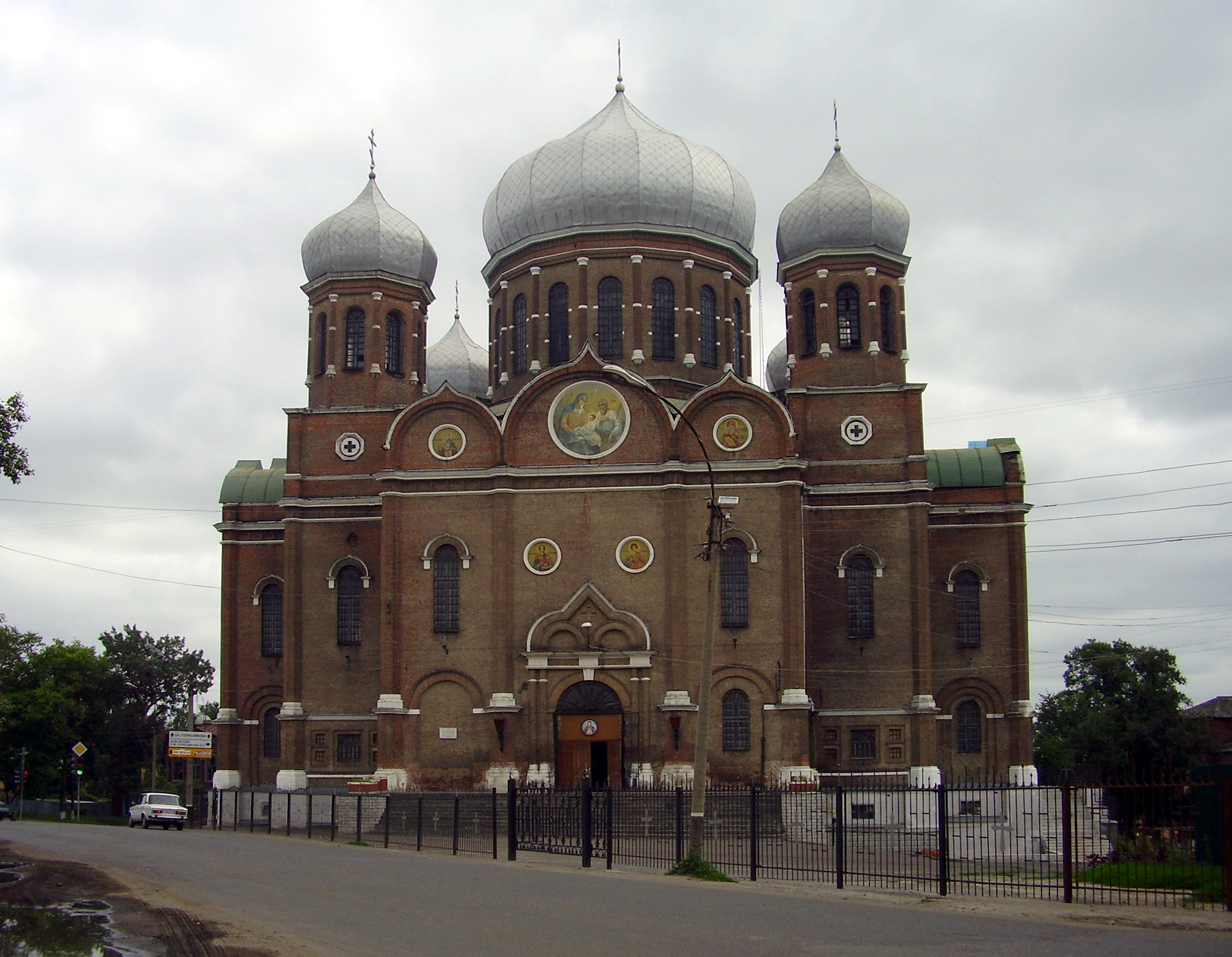
La catedral de la Icona de Nostra Senyora de Bogoliub.
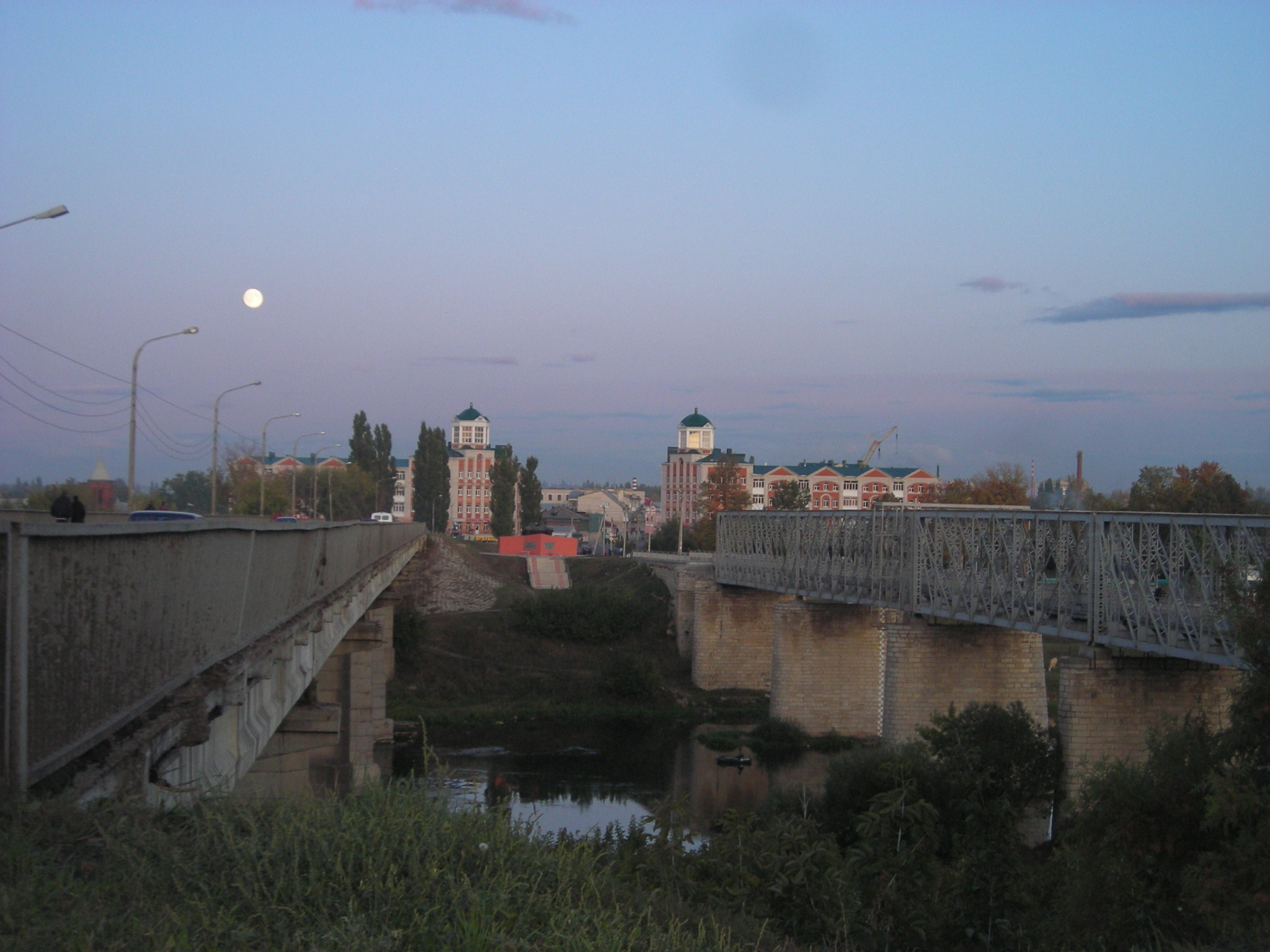
Dos ponts de la ciutat.
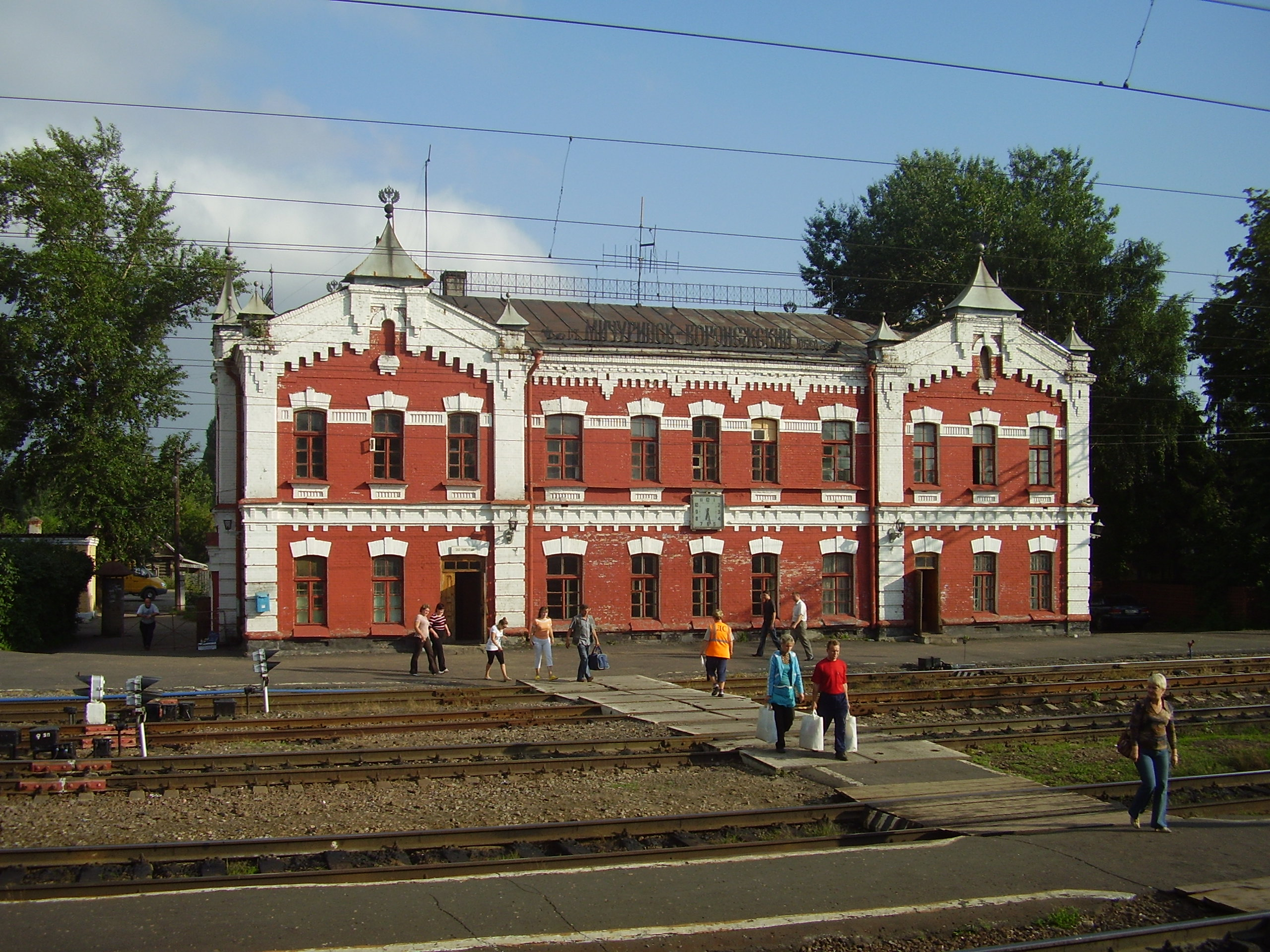
Estació Mitxúrinsk-Vorónejski.
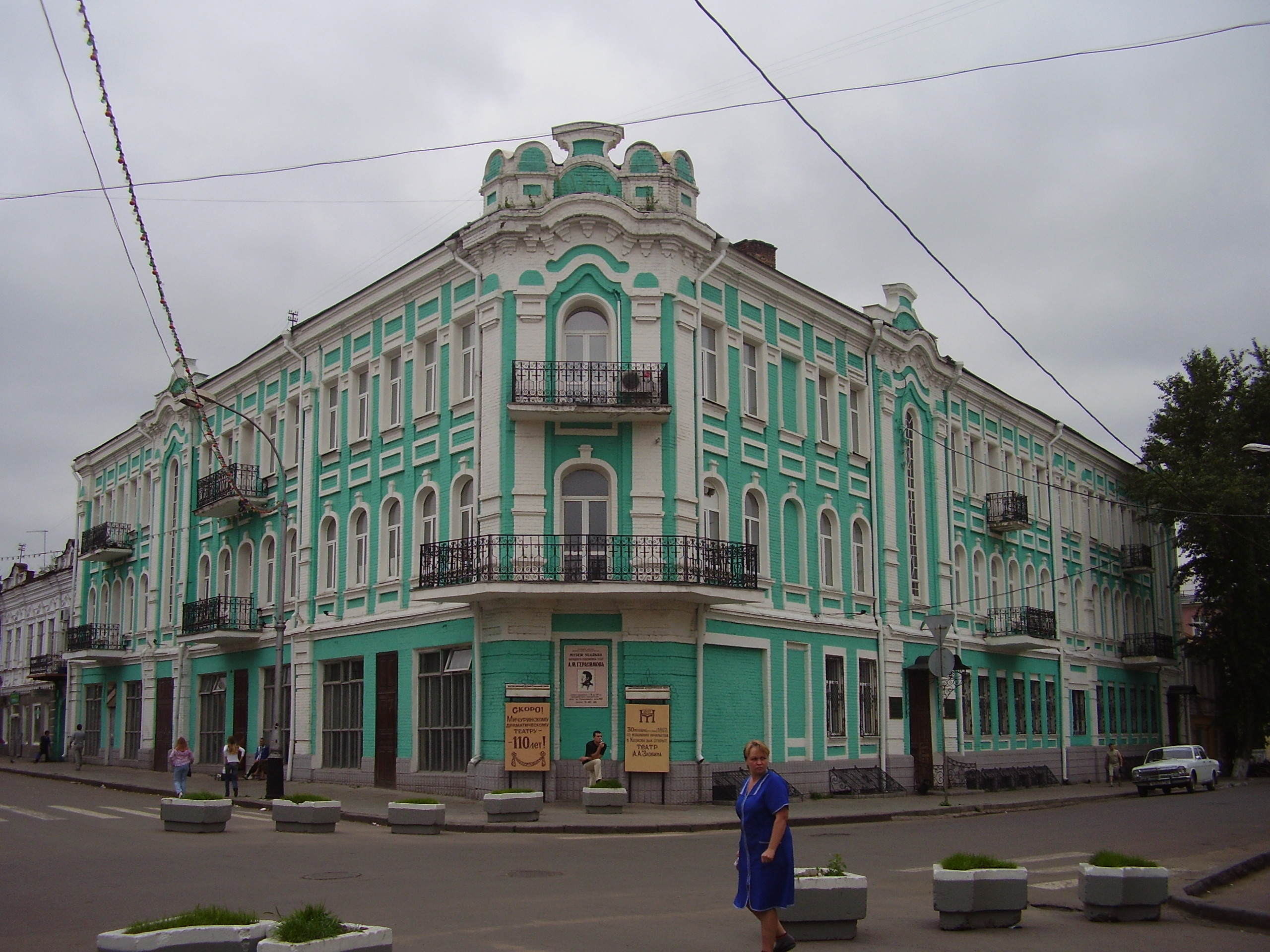
Institut pedagògic.
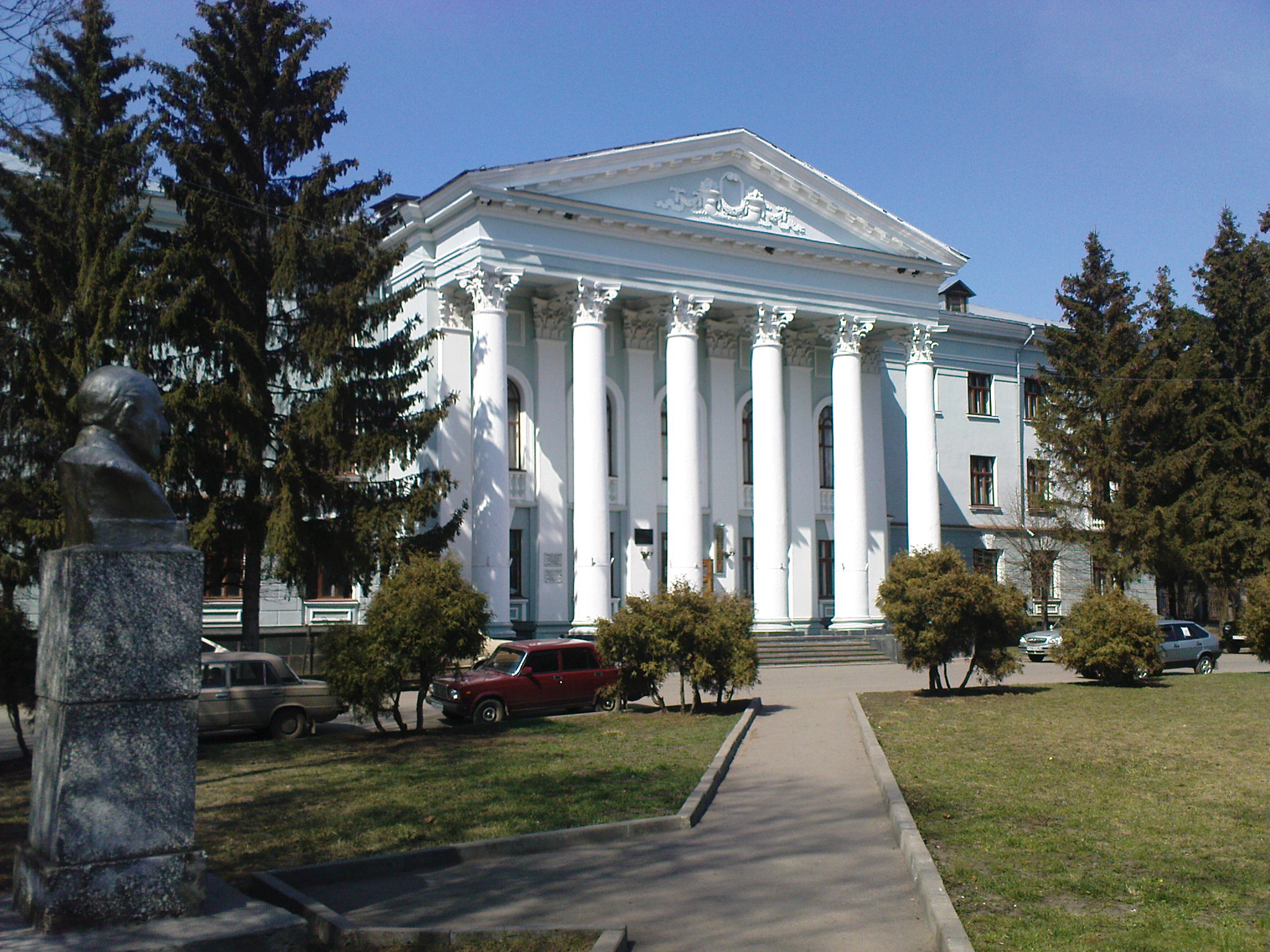
Edifici de la ciutat.
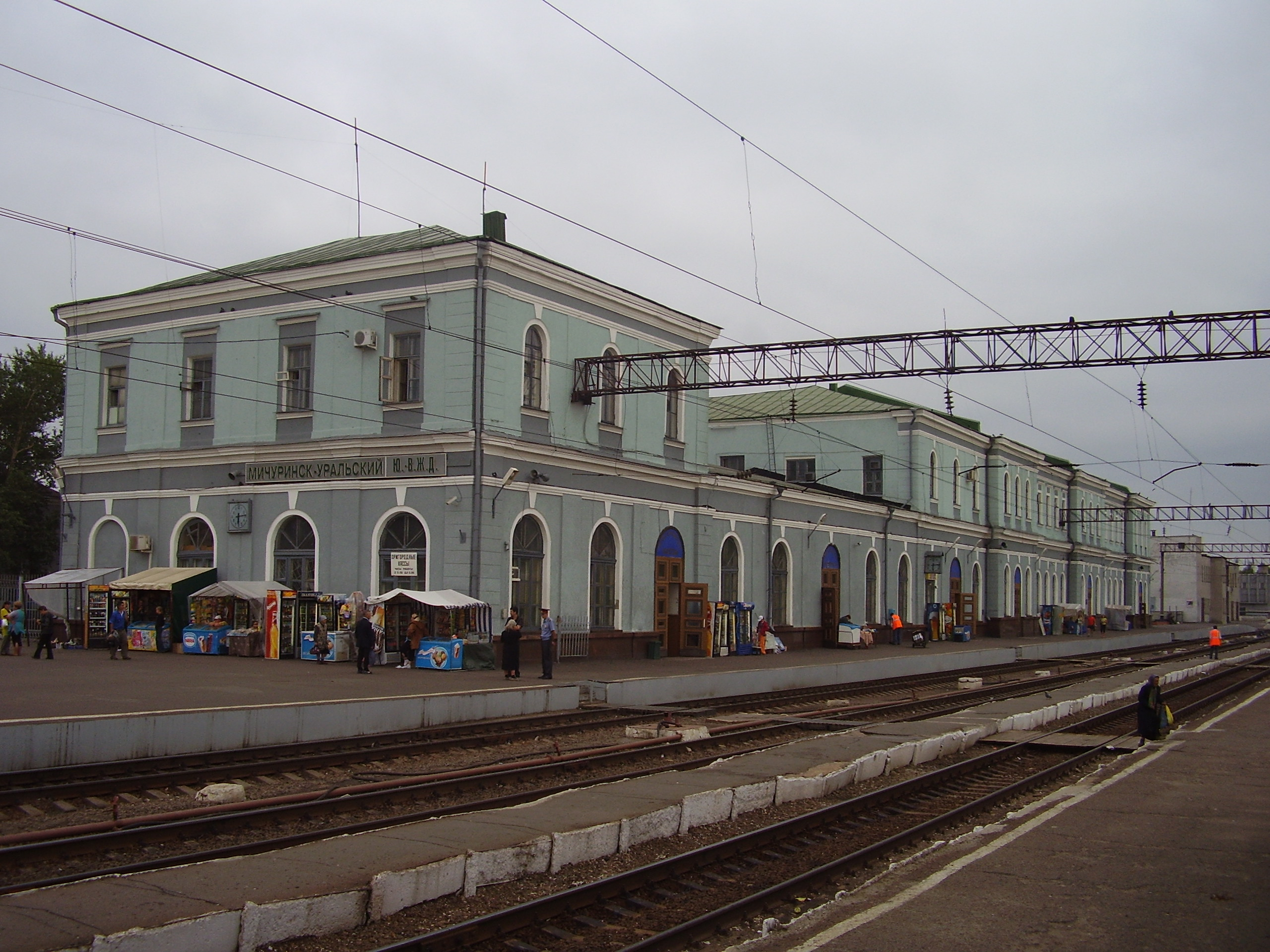
Estació Mitxúrisnk-Upalski